# 1970 dans les parcs de loisirs
| Années des parcs de loisirs : 1967 - 1968 - 1969 - 1970 - 1971 - 1972 - 1973    |
| Décennies des parcs de loisirs : 1940 - 1950 - 1960 - 1970 - 1980 - 1990 - 2000 |

## Parcs d'attractions

### Ouverture
- Expoland ( Japon)
- Kurpfalz-Park ( Allemagne)
- Marineland d'Antibes ( France)
- Parc de la Cabosse ( France)
- SeaWorld Aurora ( États-Unis) Aujourd'hui connu sous le nom SeaWorld Ohio
- Wild- und Freizeitpark Klotten ( Allemagne)

### Fermeture
- Riverside Amusement Park (Indianapolis) (en) ( États-Unis)

## Attractions

### Montagnes russes
| Nom                       | Type / Modèle        | Constructeur                       | Parc                            | Pays       |
| ------------------------- | -------------------- | ---------------------------------- | ------------------------------- | ---------- |
| Daidarasaurus             | Assises              | Sansei Yusoki (en)                 | Expoland                        | Japon      |
| Galaxi                    | Assises / Galaxi     | S.D.C.                             | Coney Island                    | États-Unis |
| Jet Star                  | Assises / Jet Star   | Anton Schwarzkopf                  | Parque de Atracciones de Madrid | Espagne    |
| Jet Star                  | Assises / Jet Star   | Anton Schwarzkopf                  | Kulturpark Plänterwald          | Allemagne  |
| Montagnes du Grand Canyon | Assises / Zyklon Z64 | Pinfari                            | OK Corral                       | France     |
| Rockin' Rider             | Assises / Galaxi     | S.D.C.                             | Canobie Lake Park               | États-Unis |
| Swamp Buggy               | Assises / Toboggan   | Chance Manufacturing Company, Inc. | AstroWorld                      | États-Unis |
| Wildcat                   | Assises / Wildcat    | Anton Schwarzkopf                  | Cedar Point                     | États-Unis |

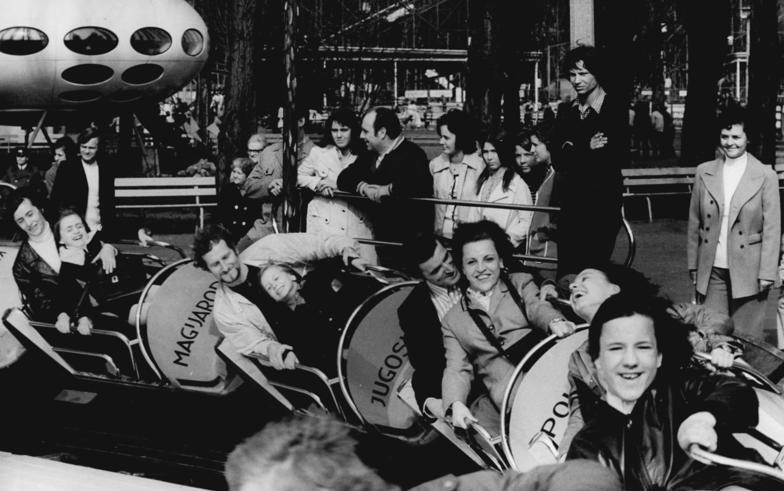
Jet Star à Kulturpark Plänterwald
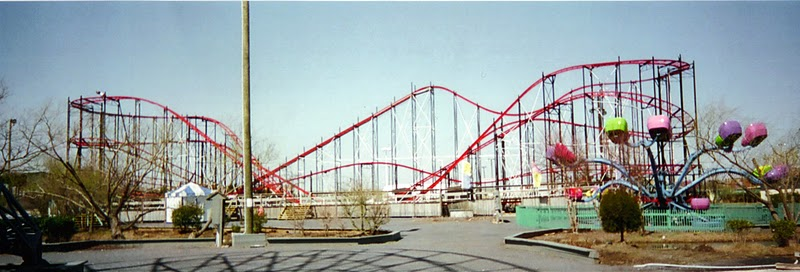
Wildcat à Cedar Point

### Autres attractions
| Nom                                     | Type/Modèle                | Constructeur                 | Parc                            | Pays       |
| --------------------------------------- | -------------------------- | ---------------------------- | ------------------------------- | ---------- |
| Auto-Scooters Devenu Trafic Jam en 2015 | Autos-tamponneuses         | Reverchon Industries         | Parc Bagatelle                  | France     |
| Ghost Town                              | Train fantôme              | Mack Rides                   | OK Corral                       | France     |
| Gondelbahn 1001 Nacht                   | Parcours scénique suspendu | Anton Schwarzkopf            | Phantasialand                   | Allemagne  |
| Grande Roue Devenu Tipi de Sitting Bull | Grande roue                | Technical Park               | OK Corral                       | France     |
| La Petite Sirène                        | Représentation de conte    |                              | Efteling                        | Pays-Bas   |
| Monster                                 | Pieuvre                    | Eyerly Aircraft Company (en) | Cedar Point                     | États-Unis |
| Schwanbootfahrt                         | Pédalos en forme de cygnes |                              | Freizeit-Land Geiselwind        | Allemagne  |
| Troïka Devenu ensuite L'Aigle Noir      | Troïka                     | Huss Rides                   | OK Corral                       | France     |
| UFO                                     | Round-up                   | Frank Hrubetz                | OK Corral                       | France     |
| Viaje al Centro de la Tierra            | Parcours scénique          |                              | Parque de Atracciones de Madrid | Espagne    |
| Viaje Galáctico                         | Parcours scénique          |                              | Parque de Atracciones de Madrid | Espagne    |
| Whacky Shack                            | Parcours scénique          |                              | Waldameer Park                  | États-Unis |
| Zwergerl-Express                        | Train panoramique          |                              | Freizeit-Land Geiselwind        | Allemagne  |

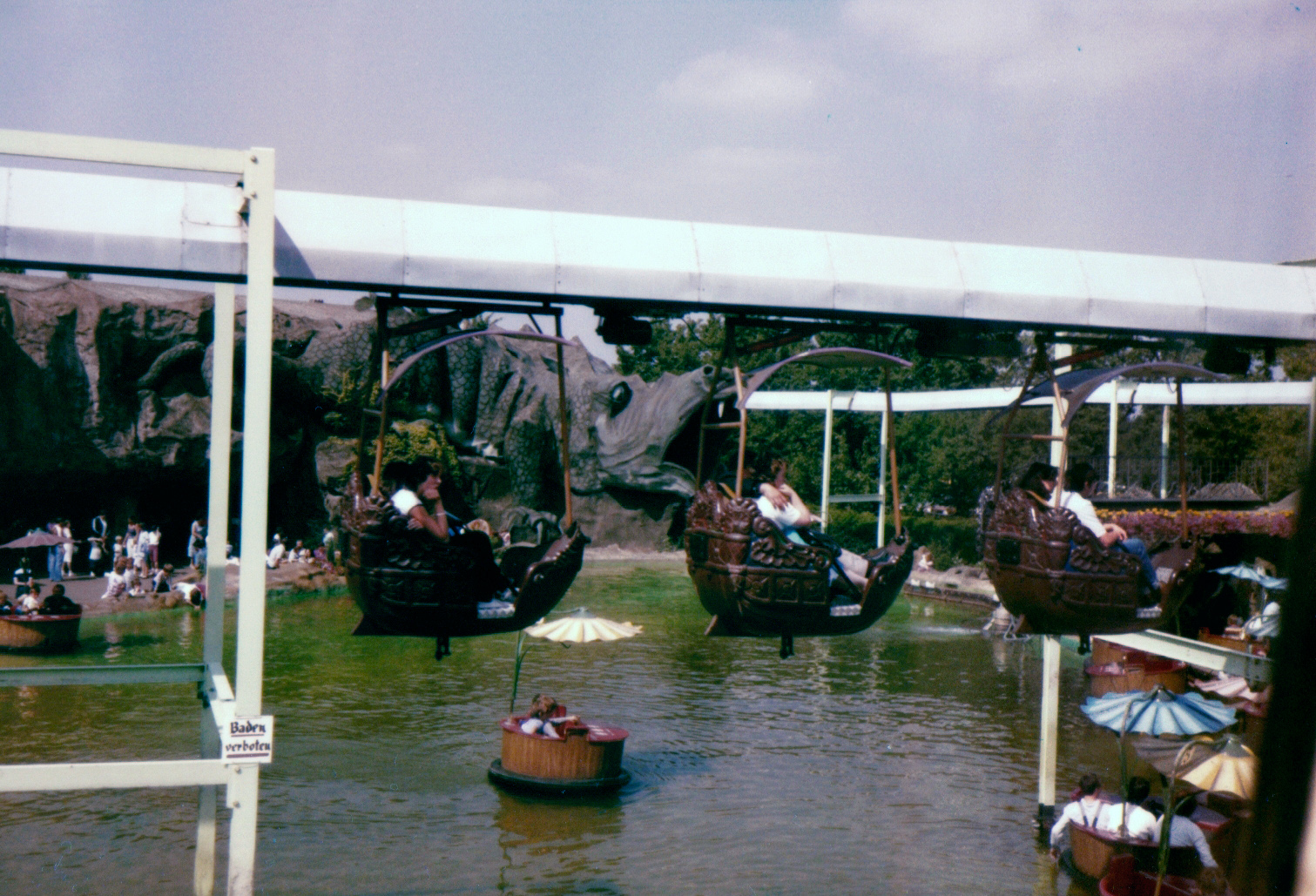
Gondelbahn 1001 Nacht à Phantasialand
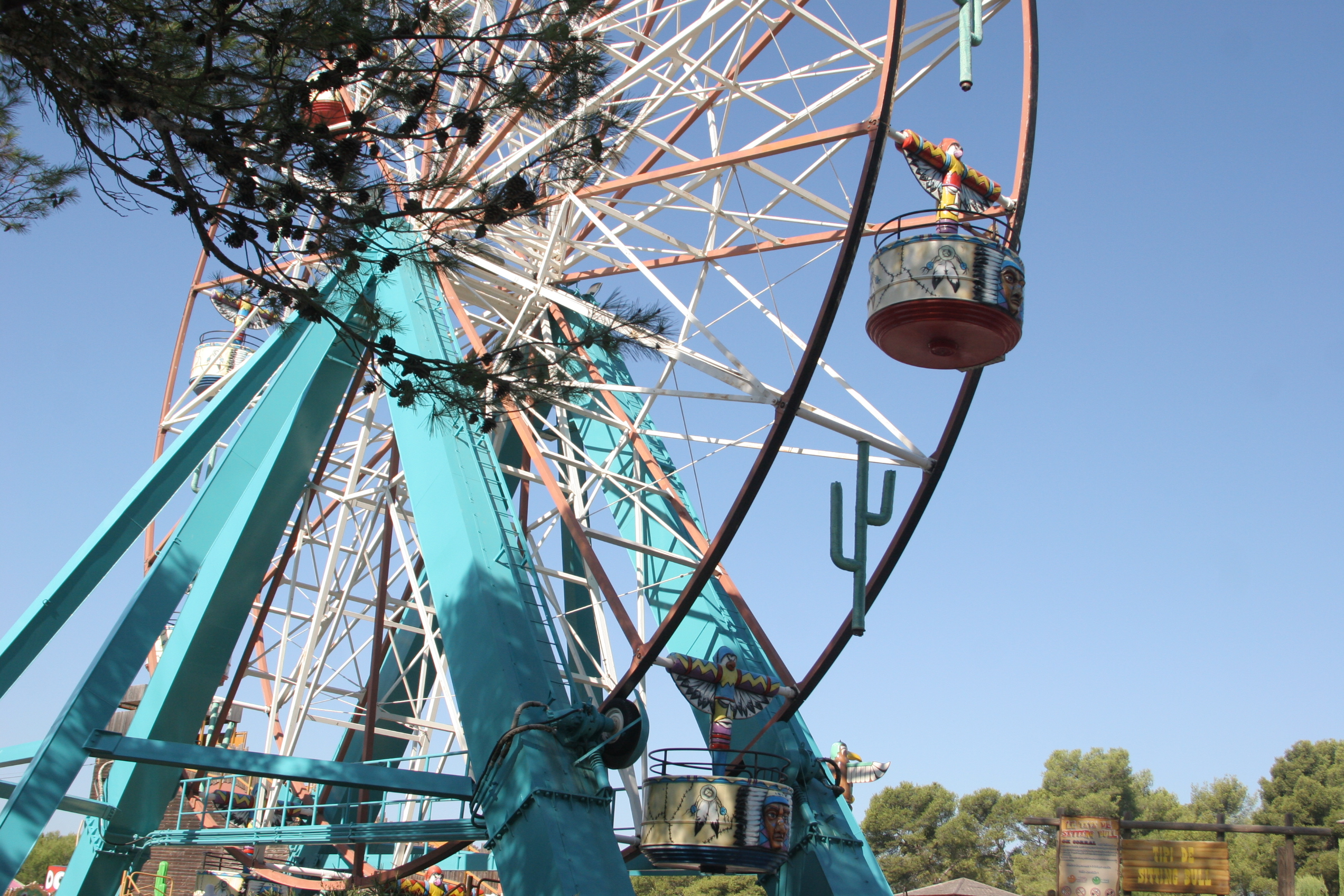
Grande Roue à OK Corral
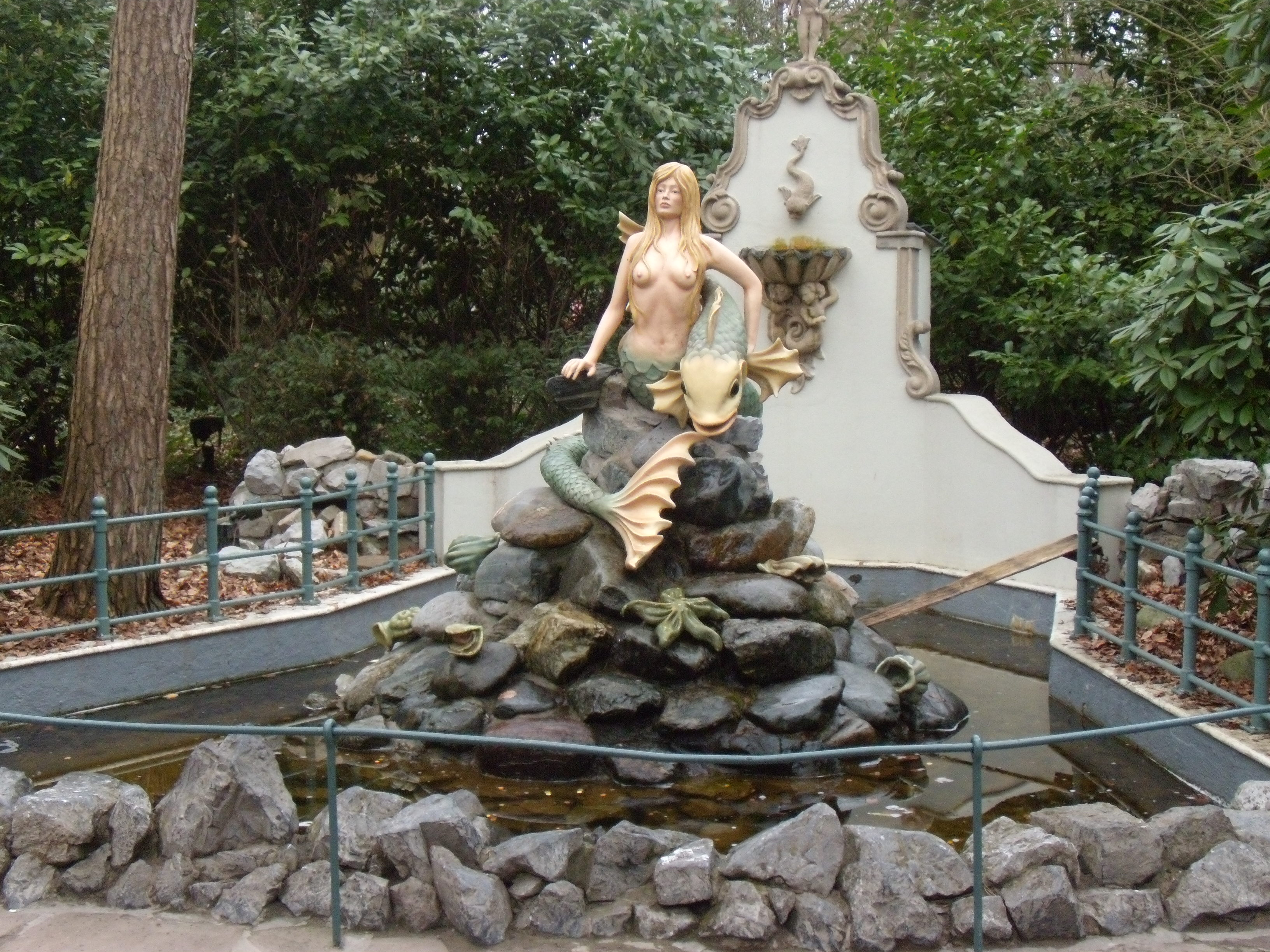
Représentation du conte de la Petite Sirène à Efteling.
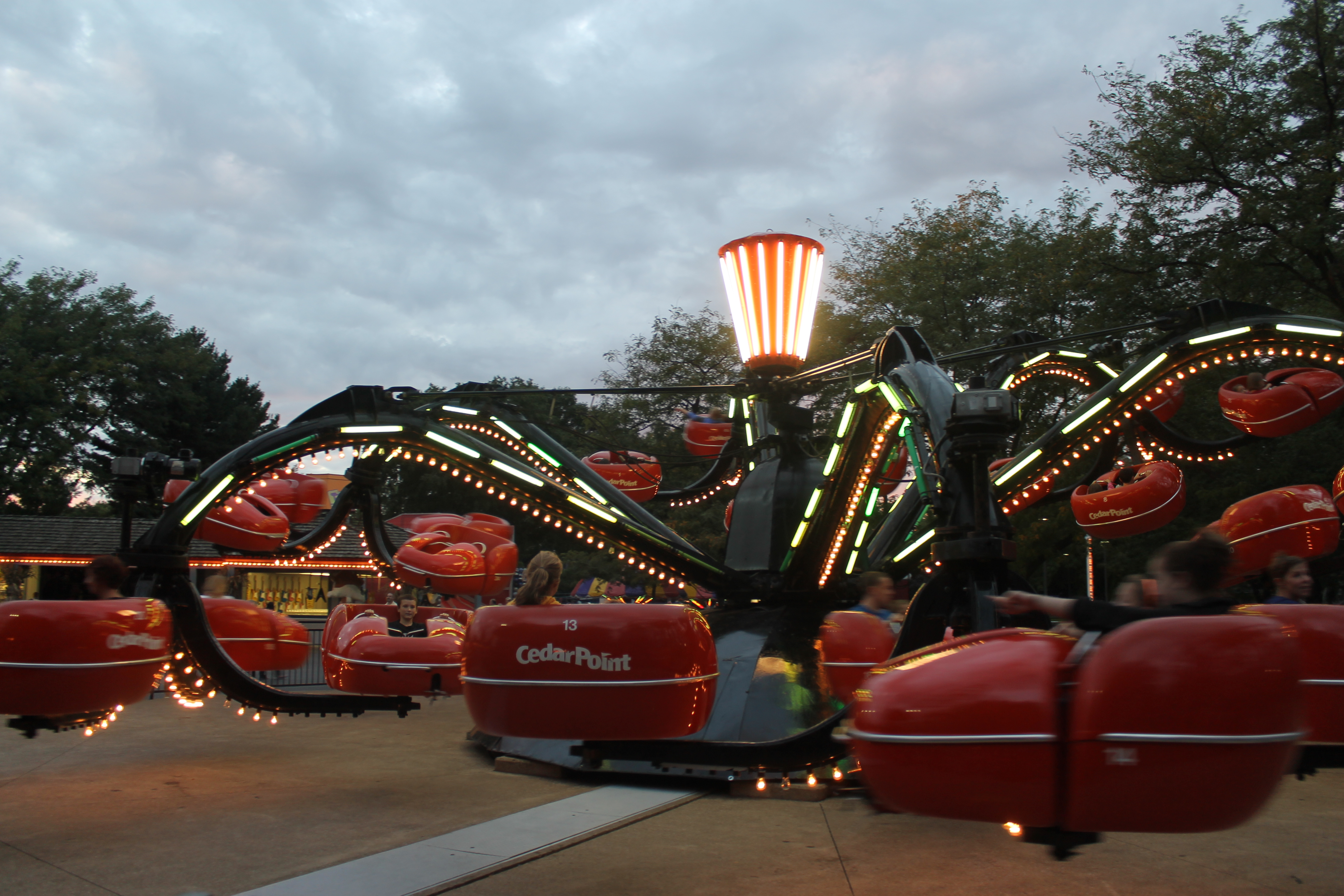
Monster à Cedar Point
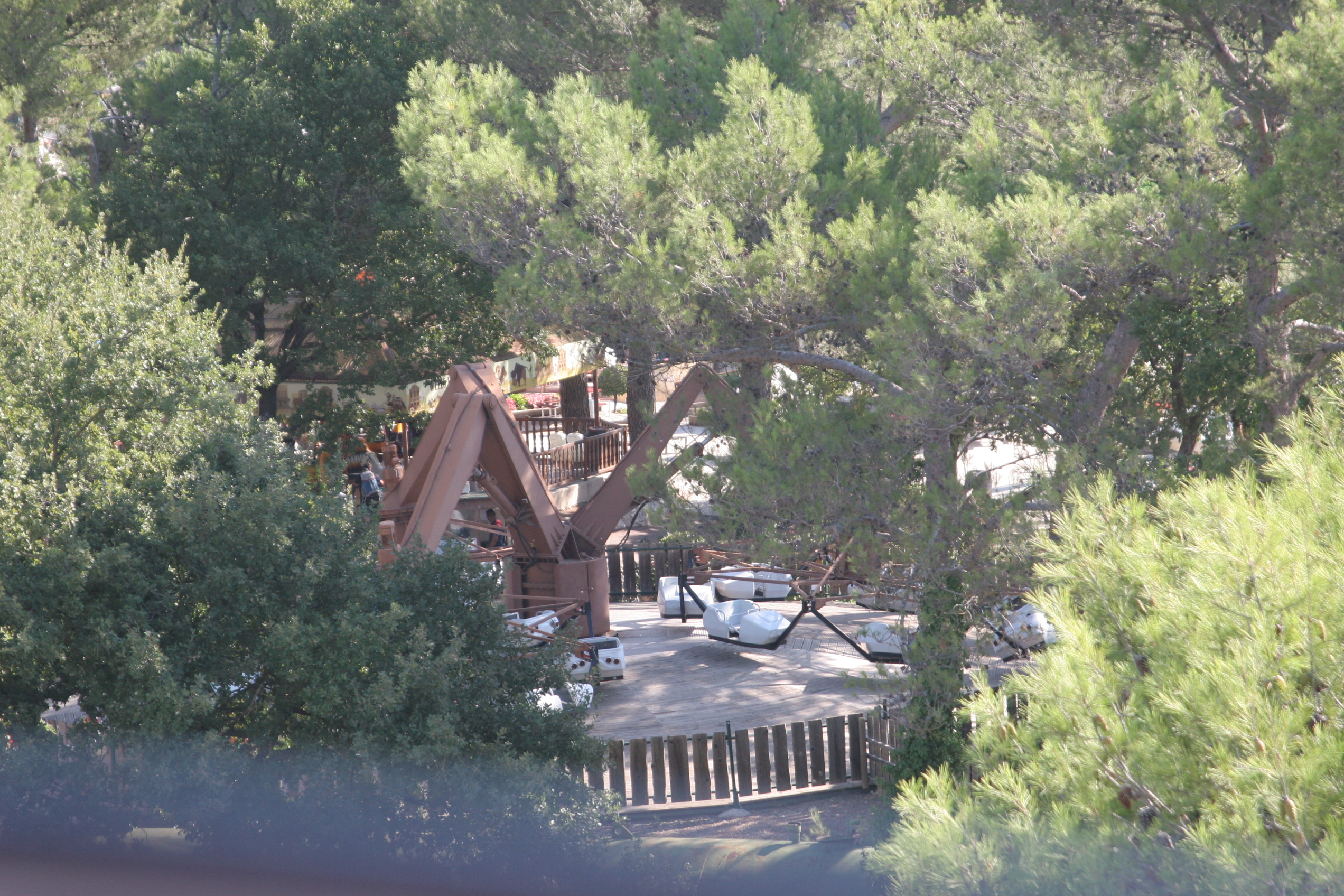
Troïka à OK Corral